# Coquihalla Highway
Der Coquihalla Highway ist eine 186 Kilometer lange, früher teilweise gebührenpflichtige Straße in British Columbia. Ende September 2008 wurden die Gebühren erlassen.
Der mehrspurig ausgebaute Abschnitt des Yellowhead Highway (Highway 5) zwischen Kamloops und der Einmündung in den Crowsnest Highway (Highway 3 bei Hope) wird als Coquihalla Highway bezeichnet. Dieser war ab Merritt mautpflichtig, seine Benutzung ist seit dem 26. September 2008 nicht mehr einer Gebühr unterworfen.
Er ist eine wichtige Verkürzung des Trans-Canada Highway, jedoch ist er aufgrund seiner exponierten Lage im Winter und nach Steinschlägen häufiger gesperrt.
Auf der Coquihalla Highway sind 120 km/h erlaubt.